# Paola Zeballos
Paola Norah Zeballos San Martín (La Paz, Bolivia; 3 de septiembre de 1977) es una cantante boliviana, vocalista del grupo Pk2.

## Biografía
Es hija de la cantante Nena Zeballos y hermana menor de Wally Zeballos, también cantante. Estudió Diseño Gráfico y Gastronomía. Se casó con Gastón Guardia, de quien se divorció en 2006, y tiene una hija llamada Luciana Guardia. Trabajó como corresponsal y presentadora de la cadena televisiva Unitel.  

## Carrera musical
A sus siete años cantó junto a su madre y su hermano en el Festival de Bandas del Teatro Municipal Alberto Saavedra Pérez. En 1995 Paola se unió, junto a su hermano y su amiga Beby Aponte, para formar la agrupación Pk2, luego de que la agrupación de cumbia Connexion, de la que ambos hermanos eran parte, se desintegró.  
La labor artística de Paola ha sido reconocida por los premios Maya. Igualmente, Pk2 recibió el Maya de Oro por la trayectoria artística.